# Lagoa dos Gatos
Lagoa dos Gatos is een gemeente in de Braziliaanse deelstaat Pernambuco. De gemeente telt 15.567 inwoners (schatting 2009).
De gemeente grenst aan Cupira, São Benedito do Sul, Belém de Maria en Panelas.